# Лючія Чіфареллі
Лючія Чіфареллі (англ. Lucia Cifarelli народилася 23 вересня 1970 року у Лонг-Айленді, Нью-Йорк, США) — американська співачка італійського походження, найбільш відома як учасниця індастріал-рок-групи KMFDM ; до цього була також відома як вокалістка групи Drill, а пізніше — як учасниця сторонніх проектів, пов'язаних із KMFDM.

## Діяльність
Почавши записуватися у Нью-Йорку, Лючія разом із майбутнім гітаристом Black Label Society Джоном Десервіо сформувала свою власну групу під назвою Drill. У 1995—1996 роках група випустила один однойменний альбом і два супутніх сингли; пісня «What You Are» увійшла до фільму « Магазин» Імперія " ". У 1995 році Drill також грали на розігріві у групи Stabbing Westward під час туру на підтримку альбому Wither, Blister, Burn, and Peel. Незабаром після цього музиканти розійшлися.
Лючія бажала приєднатися до групи KMFDM, але у 2000 році її учасники працювали над MDFMK . Проект тривав як один однойменний альбом. У 2001 році Лючія і Саша Конецько працювали над «супер групою» Schwein, її альбомом Schweinstein і наступним альбомом реміксів, Son of Schweinstein .
Вона записує сольний альбом From the Land of Volcanos; пісня «I Will» із цього альбому, видана синглом, з'явилась у фільмі «Американський пиріг 2».
Після закінчення проекту MDFMK, Лючії було запропоновано повернутися членом KMFDM . Вона стала членом групи з 2002 року. У липні 2005 року вона вийшла заміж за Сашу Конецько. Вони живуть у Гамбурзі, який є рідним містом її чоловіка. 14 лютого 2008 року у пари народилася дочка Аннабелла Азія Конецько.
Вона також співпрацює як член в KGC. Єдиний на даний момент альбом — 2006 року Dirty Bomb.